# طبقة (جيولوجيا)

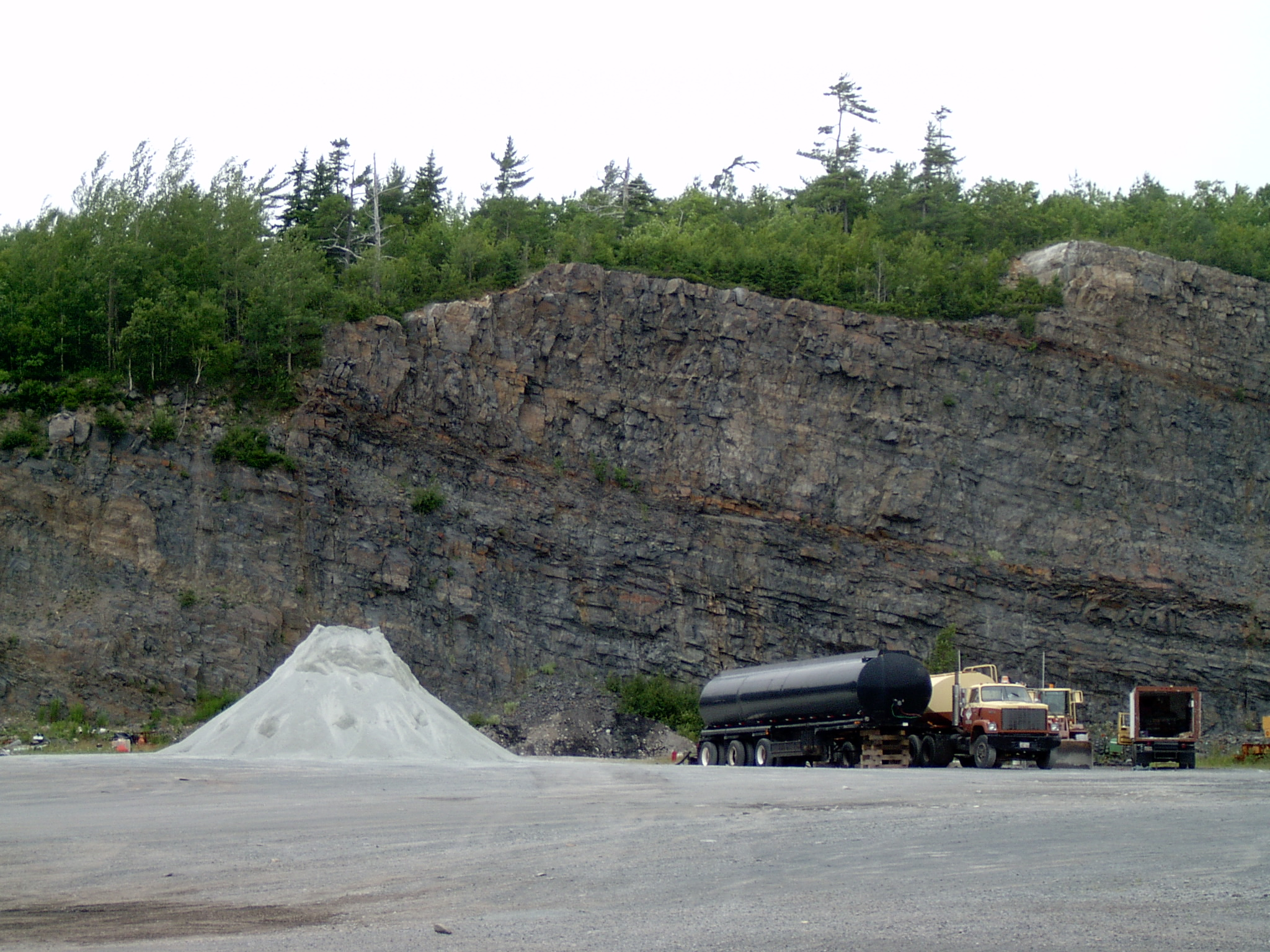
محجر في منطقة طبقات جولدنفيل نوفاسكوتيا كندا. وهي رسوبية من العصر الكامبري الأوسط. وهي تغطي نحو نصف نوفاسكوتيا ويقدر سمكها 27 كيلومتر.

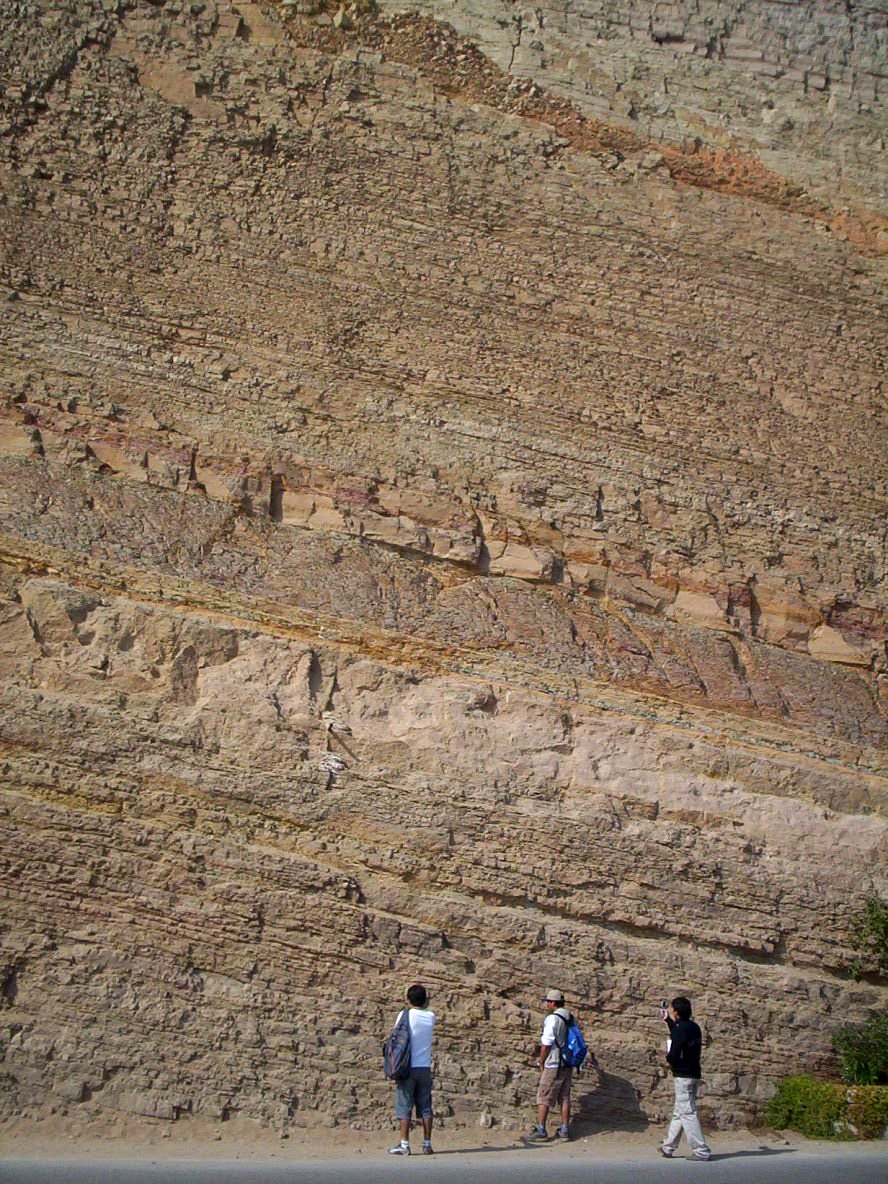
طبقات جيولوجية فوق بعضها في البيرو

الطبقة الأرضية أو الصخرية في الجيولوجيا (باللاتينية: stratum) هي طبقة صخرية أو من التربة ذات خواص مميزة تختلف عن طبقات أخرى ممتدة. وكل طبقة مكونة من عدد من الطبقات المتوازية متطابقة فوق بعضها، ترسبت بفعل العوامل الطبيعية. وقد تمتد الطبقات إلى مساحات تبلغ مئات أو آلاف كيلومتر مربع على سطح الأرض. وتظهر الطبقات الأرضية من الجانب عادة كشرائط ذات ألوان مختلفة أو تكوينات مختلفة على حافات الهضاب والممرات الجبلية وشواطئ الأنهار والمحاجر. ويختلف سمك كل طبقة من عدة مليمترات إلى 1000 متر أو أكثر. وتشكل كل طبقة نوعا معينا من الرسوبيات: فطبقة قاع الأنهار تكون من الطمي، وطبقة الشاطئ رملية، كما توجد طبقات الفحم أو أحواض اللابة البركانية.
ويدرس العالم الجيولوجي الطبقات الصخرية للأرض ويصنفها. وعادة تمثل كل طبقة متجانسة تكوينا جيولوجيا يسمى باسم المدينة المجاورة أو النهر أو الجبل القريب، أو باسم المنطقة التي تشاهد فيها الطبقة عارية وسامحة للدراسة. وعلى سبيل المثال، فطبقة «برجس شال» هي طبقة عارية سميكة غامقة اللون، ويوجد بها أحيانا أحفوريات، وتظهر صخور السجيل shale عالية في جبال روكي بكندا بالقرب من «ممر برجس». ويرمز لبعض الاختلافات بين مواد التكوين الطبقي بأرقام أو بأحواض. وتصنف التكوينات الطبقية إلى مجموعات. كما قد تنتمي مجموعات إلى مجموعة عظمي supergroup.
وتعتبر الطبقة الأرضية وحدة رئيسية في أعمدة المسح الطبقي وهي تكوّن أساس دراسة المسح الجيولوجي.

## اهميتها لبناء المنشآت
عند التخطيط لبناء المنشآت والمباني العالية، لا بد من الرجوع إلى المعلومات عن الطبقات الأرضية المكونة لتلك المنطقة، حيث تلعب دورا هاما في التصميم الهندسي للبناء. فمثلا إذا كانت هناك رغبة في بناء قناة في منطقة لا تكون فيها الطبقات حاجزة للمياه، في تلك الحالة لا بد من تنفيذ بناء القناة بتغطية أرضيتها بمادة عازلة للماء، وفي العادة تساعد التربة الطينية على الاحتفاظ بالماء وعدم تسربه وضياعه.

## صور توضح طبقات أرضية

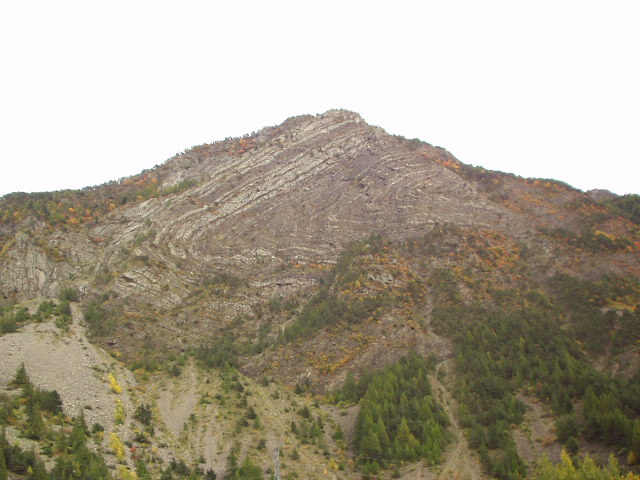
طبقات أرضية جبلية جبال الألب ،فرنسا
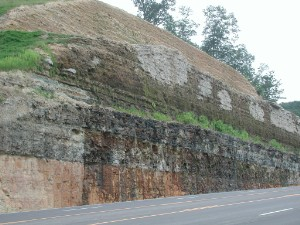
ممر قطعي يبن طبقات الحجر الجيري والسجيل، شرق تينيسي
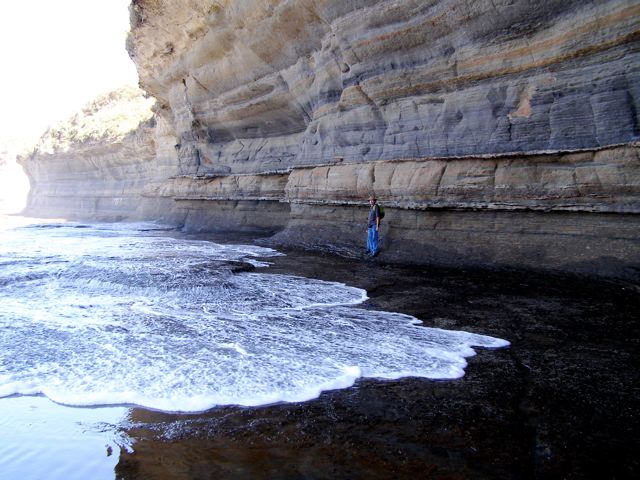
طبقات صخرية في دبو بيتش، نيو سوث ويلز.
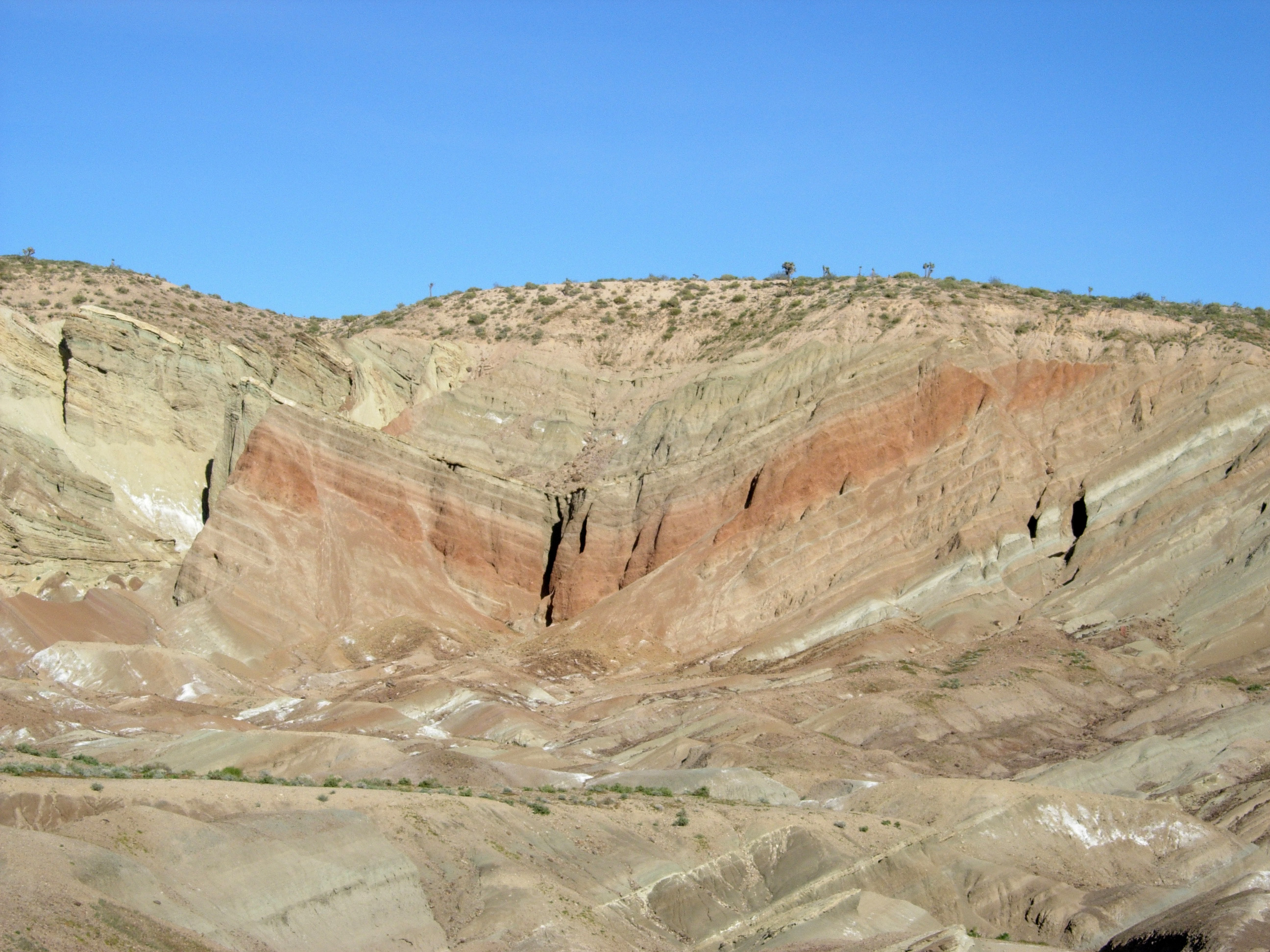
طبقات متعرجة ،حوض رينبو سيشيل كاليفورنيا.
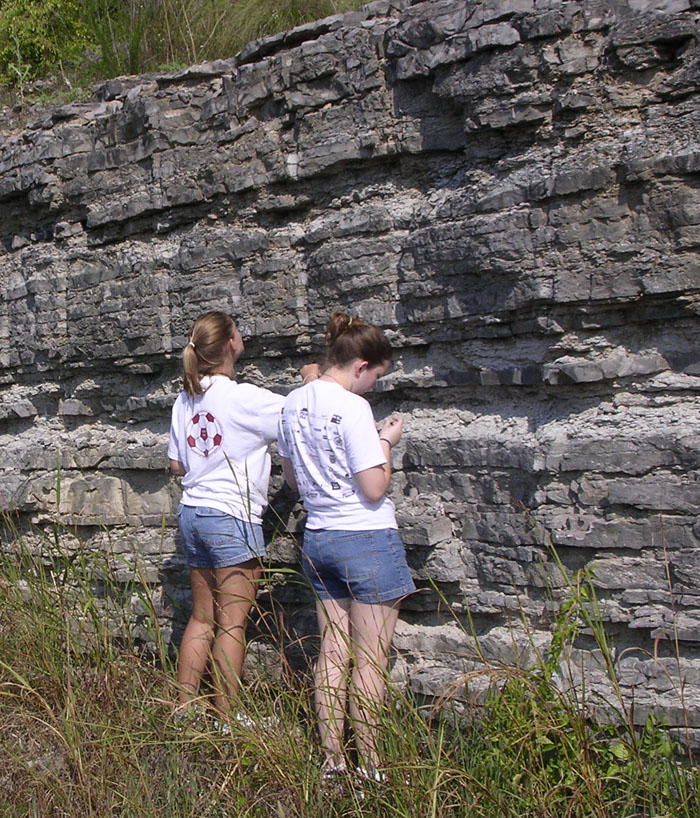
تفجر أرضي من الحجر الجيري وقليل من السجيل، وسط تينيسي.
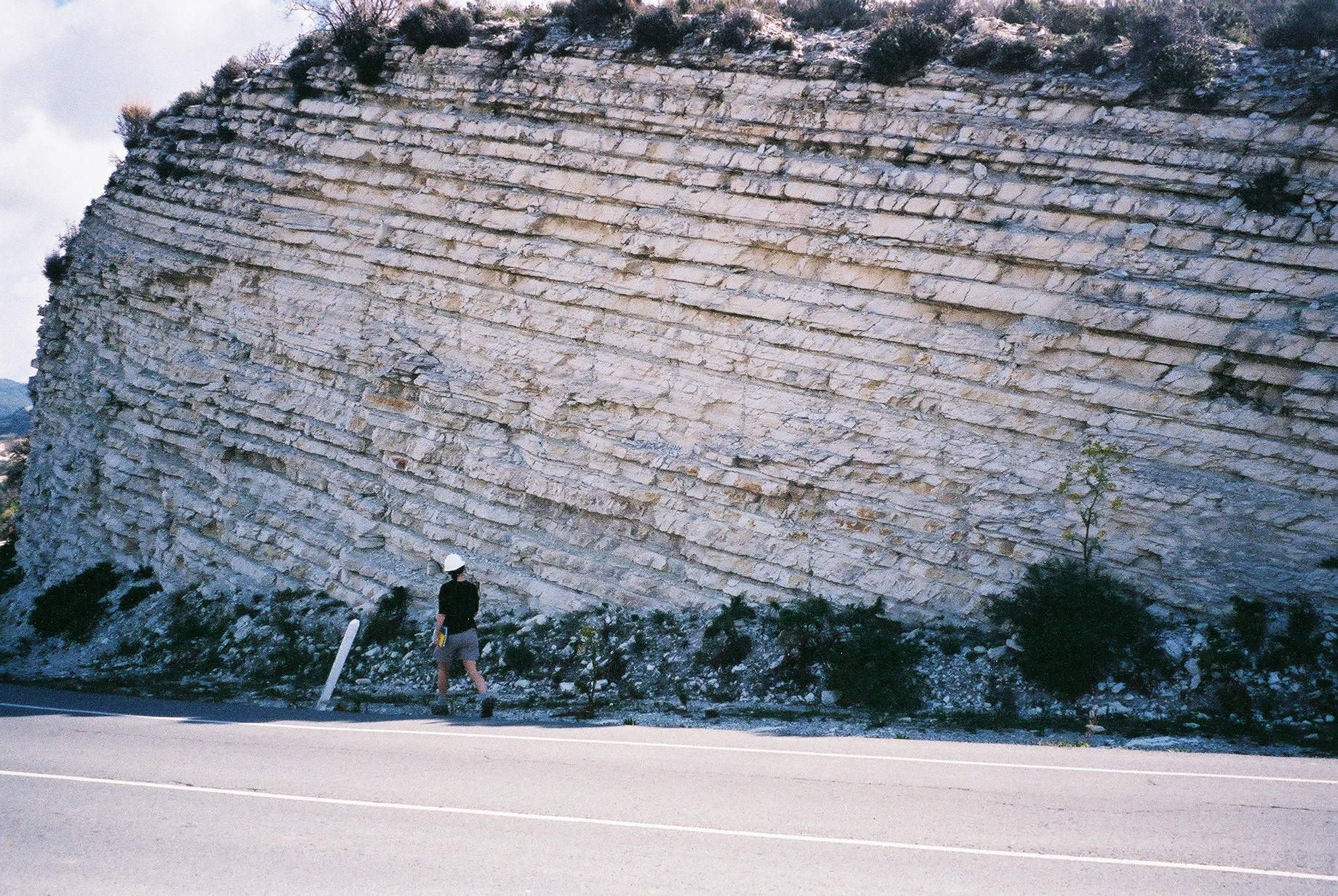
طبقات الطباشير في قبرص.
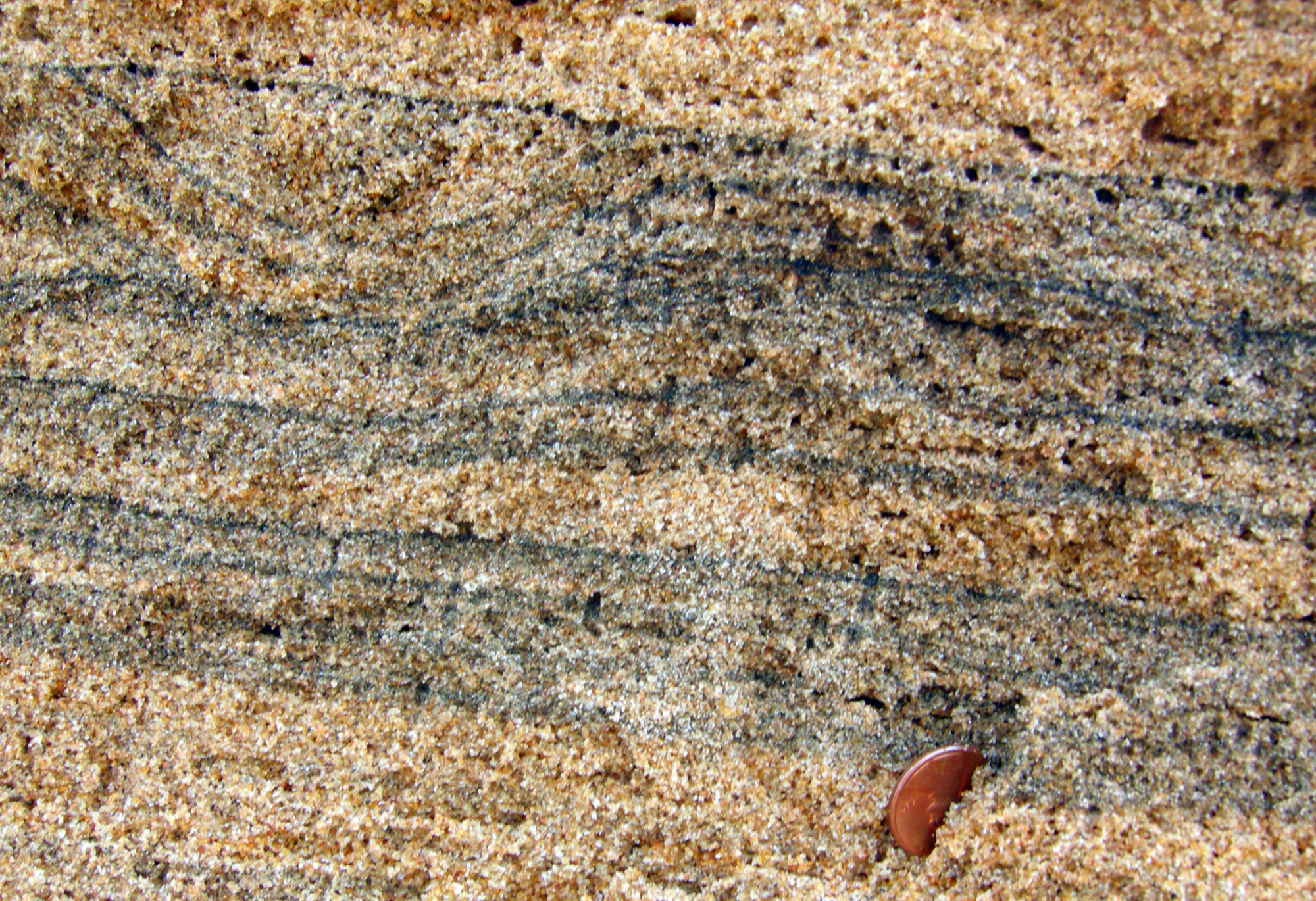
طبقات رقيقة لخام معادن ثقيلة تتخلل رمال كوارتز، الهند.
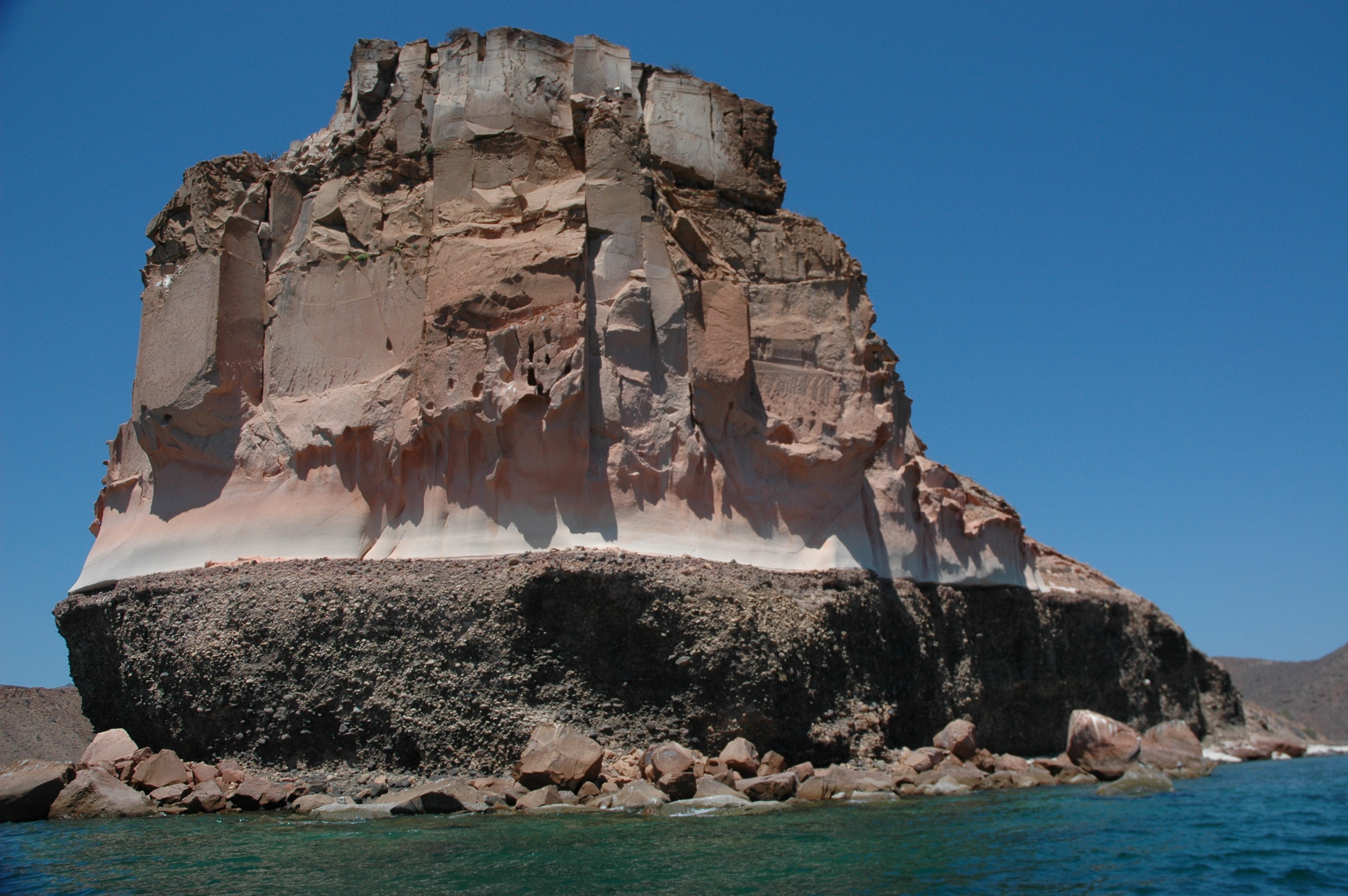
طبقات ستراتيفيلد أيلاند لاباز، المكسيك.